# Koldskål
Il koldskål (dal danese "ciotola fredda") è una zuppa dolce danese a base di latticello.

## Storia
La parola koldskål veniva originariamente menzionata nel Settecento per indicare una pappa a base di birra dolce che non viene più consumata. Tuttavia, le prime vere e proprie ricette per preparare il moderno koldskål apparvero durante il secolo seguente mentre, durante il Novecento, la ricetta per preparare il koldskål divenne uno spuntino e un dolce popolare in tutto il Paese in concomitanza con il successo del buttermilk (latticello) danese. A partire dal 1979 si diffusero nel mercato danese diverse varianti del dolce già pronto. Come la maggior parte delle attività in Danimarca, il consumo di koldskål dipende fortemente dalle condizioni meteorologiche e un paio di settimane di clima più caldo possono raddoppiare la domanda di koldskål già pronto. Nel 2013, la Arla Foods, che produce tale piatto, vendette 3,8 milioni di litri di koldskål nel solo mese di luglio (circa 2/3 litri per danese).

## Caratteristiche
Il koldskål viene preparato mescolando il tipico latticello danese assieme ad altri ingredienti fra cui uova, zucchero, panna o altri prodotti lattiero-caseari, vaniglia e limone. Tradizionalmente, il koldskål viene servito con biscotti secchi e croccanti come i kammerjunker o i tvebakker. A volte la zuppa contiene fragole a pezzetti.